# Бриновка
Бриновка (укр. Бринівка) — село, относится к Раздельнянскому району Одесской области Украины.
Население по переписи 2001 года составляло 146 человек. Почтовый индекс — 67442. Телефонный код — 4853. Занимает площадь 0,573 км². Код КОАТУУ — 5123981703.

## Местный совет
67442, Одесская обл., Раздельнянский р-н, с. Еремеевка